# Ferdinand Mathias Baldia

Ferdinand Mathias Baldia,
Gemeinderat in Ottakring 1861–1869

Ferdinand Mathias Baldia (* 28. September 1818 in Neulerchenfeld, heute Wien; † 16. September 1869 in Wien) war Gemeinderat in Ottakring, dem namensgebenden Teil des späteren 16. Wiener Gemeindebezirks Ottakring. Die dortige Baldiagasse wurde im August 1893 nach ihm benannt.

## Leben
Ferdinand Mathias Baldia wurde in Neulerchenfeld, einer damals eigenständigen Gemeinde im heutigen 16. Wiener Gemeindebezirk Ottakring, als eines von fünf Kindern des Seifensieders und Wirts Joseph Baldia (1770–1837) geboren. Sein älterer Bruder Franz Seraphin Baldia (1809–1891) gehörte bereits seit 1856 unter dem ersten Bürgermeister von Ottakring, Georg Eisner, dem Gemeinderat an. Sein Sohn Josef Baldia (1845–1912) wurde Architekt.
Ferdinand Mathias Baldia gehörte von 1861 bis zu seinem Tod 1869 unter dem zweiten Ottakringer Bürgermeister Leopold Sailler  dem Gemeinderat an. Er heiratete Josefa Gansterer (1833–1907), die Tochter des Mathias Gansterer (1791–1849), nach dem die Gansterergasse in Wien-Ottakring benannt wurde. Aus dieser Ehe entstammen drei Söhne: Johann, Josef-Mathias und Ferdinand. Ferdinand Baldia (1860–1936) wurde Architekt und Stadtbaumeister in Wien-Ottakring.